# Ориенталска зидарка
Ориенталска зидарка (Sitta tephronota), още позната като източна скална зидарка, е вид птица от семейство Зидаркови.

## Външни белези и поведение
На дължина ориенталската зидарка достига 16-18 см. Сравнително голяма зидарка, с масивна човка и глава. Отгоре е еднообразно сива, а отдолу - бяла на шията и гърдите и светло-ръждива към краката и клоаката. Черната презочна ивица е дебела и се разширява назад, като завива и стига и по-надолу по шията.
Обикновено не се среща под 1000 м надморска височина. Обича скалисти места, но и гори с разпръснати камъни и варовити скали. Гнездото е кухина на скала или дърво, зазидана с кал. Често каца по дървета и се приземява с изправено, а не приклекнало тяло.

## Разпространение
Видът е разпространен в Афганистан, Армения, Азербайджан, Грузия, Иран, Ирак, Казахстан, Киргизстан, Пакистан, Таджикистан, Турция, Туркменистан и Узбекистан.